# Pieśni Xoan
Pieśni Xoan (wiet. Hát xoan) – pieśni wykonywane podczas festiwali wiosny w prowincji Phú Thọ w północnym Wietnamie. 
W 2011 roku pieśni xoan zostały wpisane na listę niematerialnego dziedzictwa wymagającego pilnej ochrony UNESCO.

## Opis
Pieśni Xoan wykonywane są w pierwszych dwóch miesiącach roku księżycowego ku czci królów Hùng i duchów opiekuńczych wiosek, także w intencji obfitych zbiorów, dobrego zdrowia i szczęścia. Śpiewaniu pieśni towarzyszy taniec i akompaniament bębnów.
Pieśniarze zrzeszeni są w towarzystwa śpiewacze phường, którym przewodniczy trùm. Śpiewacy nazywani są kép a śpiewaczki đào. Pieśniarze – w grupach 10–15 osób – wykonują pieśni xoan w miejscach kultu religijnego, świątyniach i sanktuariach oraz podczas lokalnych obchodów święta wiosny. Podczas festiwalu wiosny, śpiewa się najpierw pieśni ku czci królów, duchów opiekuńczych i osób zasłużonych dla wioski. Następnie wykonywane są pieśni rytualne – czternaście różnych melodii quả cách wyrażających zachwyt nad przyrodą, ludźmi, życiem oraz nawiązujących do wydarzeń historycznych (Tràng Mai cách i Hồi liên cách). Na końcu śpiewa się pieśni o miłości, szczęściu, a do pieśniarzy dołączają mieszkańcy wiosek (mó cá, xin huê czy bỏ bộ). Charakterystycznym dla śpiewu xoan jest konsonans kwarty między śpiewakami i instrumentalistami wybijającymi rytm na bambusowych idiofonach phách, małych bębenkach chầu i dużych bębnach. 
Sztuka śpiewu pieśni Xoan jest zagrożona z powodu malejącej liczby wykonawców i starzenia się śpiewaków.